# Nekrolog 1282
Nekrolog
◄◄
| ◄
| 1278
| 1279
| 1280
| 1281
| 1282 | 1283 | 1284 | 1285 | 1286 | ► | ►►
Weitere Ereignisse | Allgemeiner Nekrolog 1282
Die Beschreibung der verstorbenen Person sollte so kurz wie möglich gehalten sein und nur deren signifikante Tätigkeit(en) enthalten.
Neue Namen ggf. auch unter dem Geburts- und Sterbedatum, also etwa unter 1. Januar und im Geburts- und Sterbejahr (2024) eintragen (nur bei entsprechender großer Wichtigkeit). Für Beispiele siehe die schon vorhandenen Artikel.
Außerdem über die fünf zuletzt Verstorbenen, zu denen es einen ausreichend guten Artikel für eine Präsentation auf der Hauptseite gibt, nach der todesbedingten Überarbeitung der Artikel ggf. auch unter Wikipedia Diskussion:Hauptseite informieren und sie am besten auch in den anderen Wikipedia-Sprachversionen eintragen. Tipp: Regelmäßig bei news.google.de nach „ist tot“, „gestorben“ oder „verstorben“ suchen.
Wenn eine Person gestorben ist, gibt es viele Seiten zu dieser Person in der Wikipedia, die davon auch betroffen sind und entsprechend aktualisiert werden müssen. Beispiele: Namenübersichtsseite, Geburtsjahr, Geburtsort-Seiten und viele mehr.
Wie finde ich die betroffenen Seiten?
Im Suchfeld auf der linken Seite gibt man den Suchbegriff so ein: „Vorname Nachname“. Dann klickt man auf Volltext und alle Seiten mit entsprechendem Suchtext werden aufgerufen. Hier sieht man dann schnell, wo auch das Todesjahr Sinn macht oder sogar ein Teil des Artikels angepasst werden muss. Auch hilft das „Werkzeug“ auf der linken Seite sehr gut, um solche Seiten aufzufinden: „Links auf diese Seite“. Somit ist die Wikipedia wieder aktuell in allen Bereichen! Hinweis: bei Eintragung der Kategorie „Gestorben JAHR“ wird der Missbrauchsfilter 49 ausgelöst, was jedoch nicht schlimm ist. Siehe: Spezial:Missbrauchsfilter/49
Dies ist eine Liste von im Jahr 1282 verstorbenen bekannten Persönlichkeiten. Die Einträge erfolgen innerhalb der einzelnen Daten alphabetisch sortiert. Tiere sind im Nekrolog für Tiere zu finden.

## Februar
| Tag         | Name             | Beruf, bekannt als             | Alter | Beleg |
| ----------- | ---------------- | ------------------------------ | ----- | ----- |
| 24. Februar | Philippe Mouskes | Kleriker und Dichter           |       |       |
| Februar     | Baldwin Wake     | englischer Adliger und Militär |       |       |

## März
| Tag     | Name             | Beruf, bekannt als   | Alter | Beleg |
| ------- | ---------------- | -------------------- | ----- | ----- |
| 6. März | Agnes von Böhmen | böhmische Prinzessin | 71    |       |

## April
| Tag       | Name                   | Beruf, bekannt als                                  | Alter | Beleg |
| --------- | ---------------------- | --------------------------------------------------- | ----- | ----- |
| 1. April  | Abaqa                  | zweiter mongolischer Ilchan von Persien (1265–1282) | 48    |       |
| 4. April  | Bernhard Ayglerius     | Abt bei den Benediktinern, und Schriftsteller       |       |       |
| 4. April  | Katharina von Habsburg | Gemahlin von Herzog Otto III. von Niederbayern      |       |       |
| 10. April | Ahmad Fanakati         | Finanzminister Kubilai Khans                        |       |       |

## Mai
| Tag    | Name    | Beruf, bekannt als                                   | Alter | Beleg |
| ------ | ------- | ---------------------------------------------------- | ----- | ----- |
| 9. Mai | Volkmar | Benediktinermönch und Abt des Klosters Niederaltaich |       |       |

## Juni
| Tag      | Name                | Beruf, bekannt als                  | Alter | Beleg |
| -------- | ------------------- | ----------------------------------- | ----- | ----- |
| 19. Juni | Eleanor de Montfort | englische Adlige, Fürstin von Wales |       |       |

## Juli
| Tag      | Name         | Beruf, bekannt als                                                                      | Alter | Beleg |
| -------- | ------------ | --------------------------------------------------------------------------------------- | ----- | ----- |
| 5. Juli  | Friedrich I. | Graf von Rietberg                                                                       |       |       |
| 24. Juli | Heinrich     | Graf von Pfannberg, Landeshauptmann von Steiermark, Oberster Landrichter der Steiermark |       |       |

## August
| Tag        | Name                    | Beruf, bekannt als                              | Alter | Beleg |
| ---------- | ----------------------- | ----------------------------------------------- | ----- | ----- |
| 19. August | Hartmann von Heldrungen | Hochmeister des Deutschen Ordens                |       |       |
| 25. August | Thomas de Cantilupe     | englischer Lordkanzler und Bischof von Hereford |       |       |
| 28. August | Peter von Thure         | Dompropst, Brandenburger Domherr                |       |       |

## September
| Tag          | Name               | Beruf, bekannt als        | Alter | Beleg |
| ------------ | ------------------ | ------------------------- | ----- | ----- |
| 2. September | Ingrid Elovsdotter | schwedische Dominikanerin |       |       |

## Oktober
| Tag         | Name          | Beruf, bekannt als                      | Alter | Beleg |
| ----------- | ------------- | --------------------------------------- | ----- | ----- |
| 30. Oktober | Ibn Challikan | arabischer Biograph und Rechtsgelehrter | 71    |       |

## November
| Tag          | Name         | Beruf, bekannt als                                | Alter | Beleg |
| ------------ | ------------ | ------------------------------------------------- | ----- | ----- |
| 6. November  | Luke de Tany | anglonormannischer Ritter, Militär und Staatsmann |       |       |
| 9. November  | Waldemar     | deutscher Adliger und Herr zu Rostock (1278–1282) |       |       |
| 12. November | Robert IV.   | Graf von Dreux und Braine                         |       |       |
| 14. November | Nichiren     | japanischer buddhistischer Reformer               | 60    |       |

## Dezember
| Tag          | Name                    | Beruf, bekannt als                                                                         | Alter | Beleg |
| ------------ | ----------------------- | ------------------------------------------------------------------------------------------ | ----- | ----- |
| 1. Dezember  | Margarete Sambiria      | Königin von Dänemark                                                                       |       |       |
| 8. Dezember  | Friedrich von Montalban | Bischof von Freising                                                                       |       |       |
| 11. Dezember | Llywelyn ap Gruffydd    | Fürst von Gwynedd in Nordwales, zeitweise als Fürst von (ganz) Wales anerkannt             |       |       |
| 11. Dezember | Michael VIII.           | byzantinischer Kaiser                                                                      |       |       |
| 17. Dezember | Wichard von Pohlheim    | Bischof von Passau                                                                         | 45    |       |
| 21. Dezember | Jon Raude               | norwegischer Erzbischof                                                                    |       |       |
| Dezember     | Giles d’Argentine       | englischer Adliger, gehörte zu den Führern der Adelsopposition im Zweiten Krieg der Barone |       |       |

## Datum unbekannt
| Tag | Name                              | Beruf, bekannt als                         | Alter | Beleg |
| --- | --------------------------------- | ------------------------------------------ | ----- | ----- |
|     | Abu Yahya                         | erster Sultan der Abdalwadiden in Algerien |       |       |
|     | Georgios Akropolites              | byzantinischer Diplomat und Historiker     |       |       |
|     | Isabella von Beirut               | Königin von Zypern und Herrin von Beirut   |       |       |
|     | Kai Chosrau III.                  | Sultan von Rum                             |       |       |
|     | Mechthild von Magdeburg           | deutsche Mystikerin des Mittelalters       |       |       |
|     | John Marshal                      | englischer Adliger                         |       |       |
|     | Roger Mortimer, 1. Baron Mortimer | englischer Adliger                         |       |       |
|     | Raoul II. Sores                   | Marschall von Frankreich                   |       |       |
|     | Benedetto Sinigardi               | italienischer Franziskaner                 |       |       |
|     | Konrad von Belmont                | Bischof von Chur                           |       |       |